# 1991 VG
1991 VG è un oggetto Near-Earth scoperto dall'astronomo statunitense James Scotti il 6 novembre 1991.

## Orbita
Il 6 novembre 1991, Scotti scoprì un flebile oggetto che fu identificato con il codice 1991 VG, un oggetto dall'orbita eliocentrica, molto simile all'orbita terrestre. Si sarebbe avvicinato alla Terra appena un mese dopo la sua scoperta, il 5 dicembre 1991.
Dato che l'orbita è così vicina a quella terrestre, la vita media di un tale oggetto è relativamente breve, visto che in un tempo relativamente limitato potrebbe impattare il nostro pianeta oppure la sua orbita potrebbe essere perturbata e di conseguenza essere allontanato. La somiglianza con l'orbita terrestre è anche difficile da spiegare (tra le diverse ipotesi è stata suggerita la conseguenza di un impatto lunare recente oppure perturbazioni non gravitazionali come l'effetto Yarkovsky). Più recentemente, è stato identificato il primo asteroide troiano della Terra, 2010 TK7, e quindi tali oggetti potrebbero essere all'origine di 1991 VG.
La prossimità dell'orbita di 1991 VG rende ipotizzabile un impatto col nostro pianeta; è stato calcolato che tali possibilità siano di 4,6 su 100000 per la data più probabile del 2101. 
L'oggetto è stato riosservato nel 2017 e dai calcoli della sua orbita è apparso chiaro che negli anni novanta sia stato un satellite temporaneo della Terra. e la sua orbita atipica è stata spiegata come una fase di transizione tra una passata e una futura orbita a ferro di cavallo.

## Una possibile origine artificiale
L'incertezza sull'origine di 1991 VG, combinata con la rapida variazione della sua luminosità durante il passaggio ravvicinato del dicembre 1991, hanno fatto anche ipotizzare ad alcuni studiosi che l'asteroide potesse avere origine artificiale. L'oggetto potrebbe essere uno stadio di un razzo vettore Saturn IB lanciato nel 1973 o 1974, data nella quale 1991 VG ebbe il suo precedente passaggio ravvicinato con la Terra. L'australiano Duncan Steel, professore presso l'Università di Adelaide e studioso di comete e meteoriti, ha invece suggerito che l'oggetto possa essere di origine extraterrestre, per esempio una sonda aliena in osservazione della Terra. 
Le analisi dettagliate delle osservazioni del 2017 tuttavia confermano che non vi è alcuna ragione convincente per credere che 1991 VG non sia di origine naturale.